# Ixylasia almon
Ixylasia almon là một loài bướm đêm thuộc phân họ Arctiinae, họ Erebidae.